# Snillfjord
Snillfjord was tot 2020 een gemeente in de Noorse provincie Trøndelag. De gemeente telde 982 inwoners in januari 2017. In 2020 werd Snillfjord opgesplitst, een deel vormde samen met Orkdal, Agdenes en Meldal de nieuwe gemeente Orkland; een deel vormde samen met Hemne en Halsa de nieuwe gemeente Heim én een deel werd bij de gemeente Hitra gevoegd.